# Tiya
Tiya är en stad i södra Etiopien, och är belägen i Guragezonen tillhörande regionen Ye Debub Biheroch Bihereseboch na Hizboch söder om Addis Abeba. Staden beräknades ha 2 470 invånare 2011.

## Arkeologiska området Tiya
Staden är mest känd för det intilliggande arkeologiska området, som utgörs av 36 stenstoder som markerar ett stort, förhistoriskt gravkomplex. Detta är skapat av en uråldrig etiopisk kultur som man vet mycket lite om. 
En tysk etnografisk expedition besökte området i april 1935, och fann efter en timmes resa söder om karavanens tältplats stenmonoliterna med svärdsymboler, som tidigare setts av Neuville och Père Azaïs. Det arkeologiska området fick 1980 världsarvsstatus.